# National Hockey League 2005-2006
La stagione 2005-2006 è stata la 88ª edizione della National Hockey League (NHL), la 89ª considerando la stagione del lock-out. La regular season iniziò il 5 ottobre 2005 per poi concludersi il 18 aprile 2006, mentre i play-off della Stanley Cup terminarono il 1º giugno 2006. La finale di Stanley Cup si disputò il 19 giugno 2006 e vide la vittoria dei Carolina Hurricanes contro gli Edmonton Oilers per 4-3.
Questa fu la prima stagione della NHL dopo il lock-out del 16 settembre 2004, che portò alla cancellazione dell'intero campionato 2004-2005. Dopo dieci mesi di trattative fu trovato un accordo tra la lega ed il sindacato dei giocatori (NHL Players Association), con cui fu introdotto il salary cap. Tra il 13 febbraio e il 27 febbraio 2006 vi fu un'interruzione per permettere ai giocatori di prendere parte al Torneo di hockey su ghiaccio alle Olimpiadi invernali di Torino.
Prima dell'inizio della stagione fu presentato alla stampa il nuovo logo della NHL, contraddistinto dal colore argentato ispirato dal trofeo della Stanley Cup.

## Squadre partecipanti
- Atlanta Thrashers
- Boston Bruins
- Buffalo Sabres
- Calgary Flames
- Carolina Hurricanes
- Chicago Blackhawks
- Colorado Avalanche
- Columbus Blue Jackets
- Dallas Stars
- Detroit Red Wings
- Edmonton Oilers
- Florida Panthers
- Los Angeles Kings
- Mighty Ducks Anaheim
- Minnesota Wild

- Montreal Canadiens
- Nashville Predators
- New Jersey Devils
- New York Islanders
- New York Rangers
- Ottawa Senators
- Philadelphia Flyers
- Phoenix Coyotes
- Pittsburgh Penguins
- San Jose Sharks
- St. Louis Blues
- Tampa Bay Lightning
- Toronto Maple Leafs
- Vancouver Canucks
- Washington Capitals

## Pre-season

### NHL Entry Draft
L'Entry Draft si tenne fra il 30 ed il 31 luglio 2005 presso lo Scotiabank Place di Ottawa, in Ontario. I Pittsburgh Penguins nominarono come prima scelta assoluta il giocatore canadese Sidney Crosby. Altri giocatori rilevanti all'esordio in NHL furono Carey Price, Anže Kopitar, James Neal e Jonathan Quick.

## Stagione regolare

### Classifiche
= Qualificata per i playoff,       = Primo posto nella Conference,       = Vincitore del Presidents' Trophy, ( ) = Posizione nella Conference

#### Eastern Conference
Northeast Division
|    |                         | PG | V  | S  | OTS | GF  | GS  | PT  |
| -- | ----------------------- | -- | -- | -- | --- | --- | --- | --- |
| 1. | Ottawa Senators (1)     | 82 | 52 | 21 | 9   | 314 | 211 | 113 |
| 2. | Buffalo Sabres (4)      | 82 | 52 | 24 | 6   | 281 | 239 | 110 |
| 3. | Montreal Canadiens (7)  | 82 | 42 | 31 | 9   | 243 | 247 | 93  |
| 4. | Toronto Maple Leafs (9) | 82 | 41 | 33 | 8   | 257 | 270 | 90  |
| 5. | Boston Bruins (13)      | 82 | 29 | 37 | 16  | 230 | 266 | 74  |

Atlantic Division
|    |                          | PG | V  | S  | OTS | GF  | GS  | PT  |
| -- | ------------------------ | -- | -- | -- | --- | --- | --- | --- |
| 1. | New Jersey Devils (3)    | 82 | 46 | 27 | 9   | 242 | 229 | 101 |
| 2. | Philadelphia Flyers (5)  | 82 | 45 | 26 | 11  | 267 | 259 | 101 |
| 3. | New York Rangers (6)     | 82 | 44 | 26 | 12  | 257 | 215 | 100 |
| 4. | New York Islanders (12)  | 82 | 36 | 40 | 6   | 230 | 278 | 78  |
| 5. | Pittsburgh Penguins (15) | 82 | 22 | 46 | 14  | 244 | 316 | 58  |

Southeast Division
|    |                          | PG | V  | S  | OTS | GF  | GS  | PT  |
| -- | ------------------------ | -- | -- | -- | --- | --- | --- | --- |
| 1. | Carolina Hurricanes (2)  | 82 | 52 | 22 | 8   | 294 | 260 | 112 |
| 2. | Tampa Bay Lightning (8)  | 82 | 43 | 33 | 6   | 252 | 260 | 92  |
| 3. | Atlanta Thrashers (10)   | 82 | 41 | 33 | 8   | 281 | 275 | 90  |
| 4. | Florida Panthers (11)    | 82 | 37 | 34 | 11  | 240 | 257 | 85  |
| 5. | Washington Capitals (14) | 82 | 29 | 41 | 12  | 237 | 306 | 70  |

#### Western Conference
Northwest Division
|    |                        | PG | V  | S  | OTS | GF  | GS  | PT  |
| -- | ---------------------- | -- | -- | -- | --- | --- | --- | --- |
| 1. | Calgary Flames (3)     | 82 | 46 | 25 | 11  | 218 | 203 | 103 |
| 2. | Colorado Avalanche (7) | 82 | 43 | 30 | 9   | 283 | 257 | 95  |
| 3. | Edmonton Oilers (8)    | 82 | 41 | 28 | 13  | 256 | 251 | 95  |
| 4. | Vancouver Canucks (9)  | 82 | 42 | 32 | 8   | 256 | 255 | 92  |
| 5. | Minnesota Wild (11)    | 82 | 38 | 36 | 8   | 231 | 215 | 84  |

Central Division
|    |                            | PG | V  | S  | OTS | GF  | GS  | PT  |
| -- | -------------------------- | -- | -- | -- | --- | --- | --- | --- |
| 1. | Detroit Red Wings (1)      | 82 | 58 | 16 | 8   | 305 | 209 | 124 |
| 2. | Nashville Predators (4)    | 82 | 49 | 25 | 8   | 259 | 227 | 106 |
| 3. | Columbus Blue Jackets (13) | 82 | 35 | 43 | 4   | 223 | 279 | 74  |
| 4. | Chicago Blackhawks (14)    | 82 | 26 | 43 | 13  | 211 | 285 | 65  |
| 5. | St. Louis Blues (15)       | 82 | 21 | 46 | 15  | 197 | 292 | 57  |

Pacific Division
|    |                          | PG | V  | S  | OTS | GF  | GS  | PT  |
| -- | ------------------------ | -- | -- | -- | --- | --- | --- | --- |
| 1. | Dallas Stars (2)         | 82 | 53 | 23 | 6   | 265 | 218 | 112 |
| 2. | San Jose Sharks (5)      | 82 | 44 | 27 | 11  | 266 | 242 | 99  |
| 3. | Mighty Ducks Anaheim (6) | 82 | 43 | 27 | 12  | 254 | 229 | 98  |
| 4. | Los Angeles Kings (10)   | 82 | 42 | 35 | 5   | 249 | 270 | 89  |
| 5. | Phoenix Coyotes (12)     | 82 | 38 | 39 | 5   | 246 | 271 | 81  |

### Statistiche

#### Classifica marcatori
La seguente lista elenca i migliori marcatori al termine della stagione regolare.

| Giocatore         | Squadra                       | PG | G  | A  | Pt  | +/- | MP  |
| ----------------- | ----------------------------- | -- | -- | -- | --- | --- | --- |
| Joe Thornton      | Boston Bruins San Jose Sharks | 81 | 29 | 96 | 125 | +31 | 61  |
| Jaromír Jágr      | New York Rangers              | 82 | 54 | 69 | 123 | +34 | 72  |
| Aleksandr Ovečkin | Washington Capitals           | 81 | 52 | 54 | 106 | +2  | 52  |
| Dany Heatley      | Ottawa Senators               | 82 | 50 | 53 | 103 | +29 | 86  |
| Dan Alfredsson    | Ottawa Senators               | 77 | 43 | 60 | 103 | +2  | 50  |
| Sidney Crosby     | Pittsburgh Penguins           | 81 | 39 | 69 | 102 | -1  | 110 |
| Eric Staal        | Carolina Hurricanes           | 82 | 45 | 55 | 100 | -8  | 81  |
| Il'ja Koval'čuk   | Atlanta Thrashers             | 78 | 52 | 46 | 98  | -6  | 68  |
| Marc Savard       | Atlanta Thrashers             | 82 | 28 | 69 | 97  | +7  | 100 |
| Jonathan Cheechoo | San Jose Sharks               | 82 | 56 | 37 | 93  | +23 | 25  |

#### Classifica portieri
La seguente lista elenca i migliori portieri al termine della stagione regolare.

| Giocatore        | Squadra            | PG | Min     | V  | S  | OTS | GS  | SO | Sv%  | MGS  |
| ---------------- | ------------------ | -- | ------- | -- | -- | --- | --- | -- | ---- | ---- |
| Miikka Kiprusoff | Calgary Flames     | 74 | 4379:40 | 42 | 20 | 11  | 151 | 10 | .923 | 2.07 |
| Dominik Hašek    | Ottawa Senators    | 43 | 2583:58 | 28 | 10 | 4   | 90  | 5  | .925 | 2.09 |
| Manny Legace     | Detroit Red Wings  | 51 | 2905:09 | 37 | 8  | 3   | 106 | 7  | .915 | 2.19 |
| Cristobal Huet   | Montreal Canadiens | 36 | 2102:59 | 18 | 11 | 4   | 77  | 7  | .929 | 2.20 |
| Henrik Lundqvist | New York Rangers   | 53 | 3111:53 | 30 | 12 | 9   | 116 | 2  | .922 | 2.24 |
| Manny Fernandez  | Minnesota Wild     | 58 | 3411:14 | 30 | 18 | 7   | 130 | 1  | .919 | 2.29 |
| Il'ja Bryzgalov  | Anaheim Ducks      | 31 | 1575:13 | 13 | 12 | 1   | 66  | 1  | .910 | 2.51 |
| Marty Turco      | Dallas Stars       | 68 | 3910:12 | 41 | 19 | 5   | 166 | 3  | .898 | 2.55 |
| Vesa Toskala     | San Jose Sharks    | 37 | 2039:13 | 23 | 7  | 4   | 87  | 2  | .901 | 2.56 |
| Martin Brodeur   | New Jersey Devils  | 73 | 4364:35 | 43 | 23 | 7   | 187 | 5  | .911 | 2.57 |

## Playoff

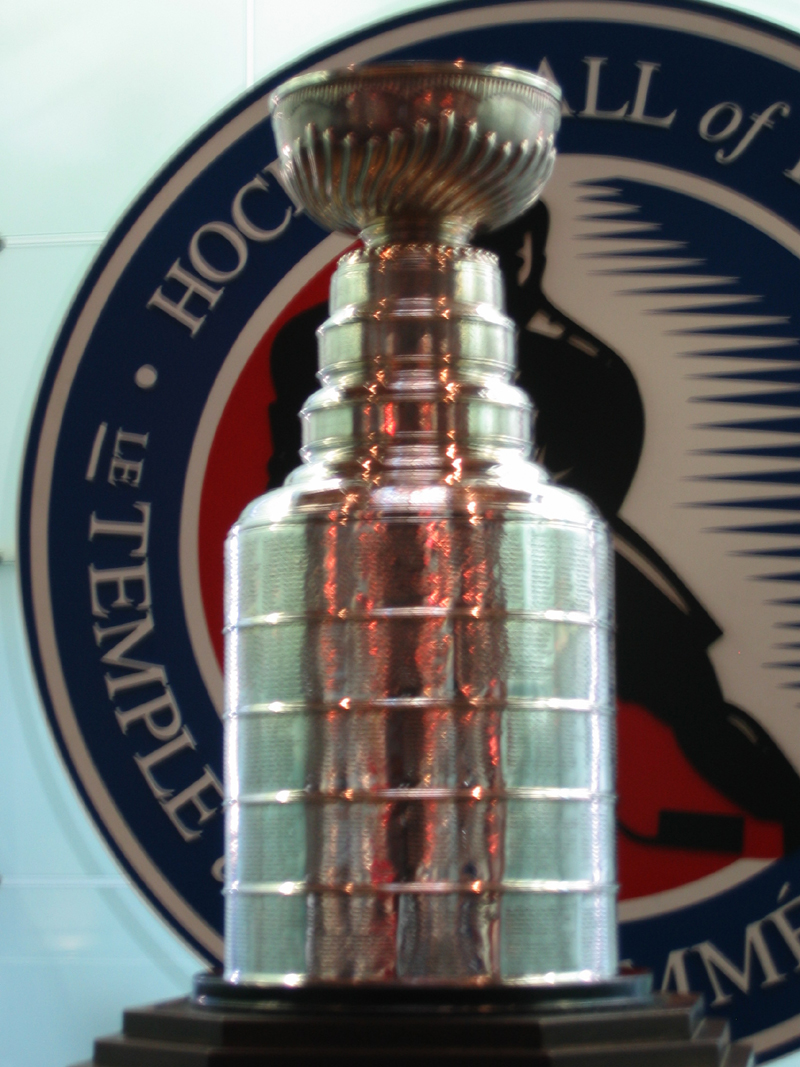
Il trofeo della Stanley Cup

Al termine della stagione regolare le migliori 16 squadre del campionato si sono qualificate per i playoff. I Detroit Red Wings si aggiudicarono il Presidents' Trophy avendo ottenuto il miglior record della lega con 124 punti. I campioni di ciascuna Division conservarono il proprio ranking per l'intera durata dei playoff, mentre le altre squadre furono ricollocate nella graduatoria dopo ciascun turno.

### Tabellone playoff
In ciascun turno la squadra con il ranking più alto si sfidò con quella dal posizionamento più basso, usufruendo anche del vantaggio del fattore campo. Nella finale di Stanley Cup il fattore campo fu determinato dai punti ottenuti in stagione regolare dalle due squadre. Ciascuna serie, al meglio delle sette gare, seguì il formato 2–2–1–1–1: la squadra migliore in stagione regolare avrebbe disputato in casa Gara-1 e 2, (se necessario anche Gara-5 e 7), mentre quella posizionata peggio avrebbe giocato nel proprio palazzetto Gara-3 e 4 (se necessario anche Gara-6).
|  | Quarti di finale Conference | Quarti di finale Conference                      | Quarti di finale Conference |   |                   | Semifinali Conference | Semifinali Conference | Semifinali Conference |                    |                      | Finali Conference   | Finali Conference  | Finali Conference  |  |  | Finale Stanley Cup | Finale Stanley Cup | Finale Stanley Cup |
|  |                             |                                                  |                             |   |                   |                       |                       |                       |                    |                      |                     |                    |                    |  |  |                    |                    |                    |
|  | 1                           | Ottawa Senators                                  | 4                           |   |                   | 1                     | Ottawa Senators       | 1                     |                    |                      |                     |                    |                    |  |  |                    |                    |                    |
|  | 8                           | Tampa Bay Lightning                              | 1                           |   |                   | 4                     | Buffalo Sabres        | 4                     |                    |                      |                     |                    |                    |  |  |                    |                    |                    |
|  |                             |                                                  |                             |   |                   |                       |                       |                       |                    |                      |                     |                    |                    |  |  |                    |                    |                    |
|  | 2                           | Carolina Hurricanes                              | 4                           |   |                   |                       |                       |                       | Eastern Conference | Eastern Conference   | Eastern Conference  | Eastern Conference | Eastern Conference |  |  |                    |                    |                    |
|  | 2                           | Carolina Hurricanes                              | 4                           |   |                   |                       |                       |                       | Eastern Conference | Eastern Conference   | Eastern Conference  | Eastern Conference | Eastern Conference |  |  |                    |                    |                    |
|  | 7                           | Montreal Canadiens                               | 2                           |   |                   |                       |                       |                       |                    |                      |                     |                    |                    |  |  |                    |                    |                    |
|  | 7                           | Montreal Canadiens                               | 2                           |   |                   |                       |                       |                       |                    | 4                    | Buffalo Sabres      | 3                  |                    |  |  |                    |                    |                    |
|  |                             |                                                  |                             |   |                   |                       |                       |                       |                    | 4                    | Buffalo Sabres      | 3                  |                    |  |  |                    |                    |                    |
|  |                             | 2                                                | Carolina Hurricanes         | 4 |                   |                       |                       |                       |                    |                      |                     |                    |                    |  |  |                    |                    |                    |
|  | 3                           | 2                                                | Carolina Hurricanes         | 4 | New Jersey Devils | 4                     |                       |                       |                    |                      |                     |                    |                    |  |  |                    |                    |                    |
|  | 3                           |                                                  |                             |   | New Jersey Devils | 4                     |                       |                       |                    |                      |                     |                    |                    |  |  |                    |                    |                    |
|  | 6                           | New York Rangers                                 | 0                           |   |                   |                       |                       |                       |                    |                      |                     |                    |                    |  |  |                    |                    |                    |
|  | 6                           | New York Rangers                                 | 0                           |   |                   |                       |                       |                       |                    |                      |                     |                    |                    |  |  |                    |                    |                    |
|  |                             |                                                  |                             |   |                   |                       |                       |                       |                    |                      |                     |                    |                    |  |  |                    |                    |                    |
|  |                             |                                                  |                             |   |                   |                       |                       |                       |                    |                      |                     |                    |                    |  |  |                    |                    |                    |
|  | 4                           | Buffalo Sabres                                   | 4                           |   | 2                 | Carolina Hurricanes   | 4                     |                       |                    |                      |                     |                    |                    |  |  |                    |                    |                    |
|  | 4                           | Buffalo Sabres                                   | 4                           |   | 2                 | Carolina Hurricanes   | 4                     |                       |                    |                      |                     |                    |                    |  |  |                    |                    |                    |
|  | 5                           | Philadelphia Flyers                              | 2                           |   |                   | 3                     | New Jersey Devils     | 1                     |                    |                      |                     |                    |                    |  |  |                    |                    |                    |
|  | 5                           | Philadelphia Flyers                              | 2                           |   |                   |                       |                       |                       |                    | E2                   | Carolina Hurricanes | 4                  |                    |  |  |                    |                    |                    |
|  |                             | (Accoppiamenti ristabiliti dopo il primo turno.) |                             |   |                   |                       |                       |                       |                    | E2                   | Carolina Hurricanes | 4                  |                    |  |  |                    |                    |                    |
|  |                             | W8                                               | Edmonton Oilers             | 3 |                   |                       |                       |                       |                    |                      |                     |                    |                    |  |  |                    |                    |                    |
|  | 1                           | W8                                               | Edmonton Oilers             | 3 | Detroit Red Wings | 2                     |                       |                       | 6                  | Mighty Ducks Anaheim | 4                   |                    |                    |  |  |                    |                    |                    |
|  | 1                           |                                                  |                             |   | Detroit Red Wings | 2                     |                       |                       | 6                  | Mighty Ducks Anaheim | 4                   |                    |                    |  |  |                    |                    |                    |
|  | 8                           | Edmonton Oilers                                  | 4                           |   |                   | 7                     | Colorado Avalanche    | 0                     |                    |                      |                     |                    |                    |  |  |                    |                    |                    |
|  | 8                           | Edmonton Oilers                                  | 4                           |   |                   | 7                     | Colorado Avalanche    | 0                     |                    |                      |                     |                    |                    |  |  |                    |                    |                    |
|  |                             |                                                  |                             |   |                   |                       |                       |                       |                    |                      |                     |                    |                    |  |  |                    |                    |                    |
|  | 2                           | Dallas Stars                                     | 1                           |   |                   |                       |                       |                       |                    |                      |                     |                    |                    |  |  |                    |                    |                    |
|  | 2                           | Dallas Stars                                     | 1                           |   |                   |                       |                       |                       |                    |                      |                     |                    |                    |  |  |                    |                    |                    |
|  | 7                           | Colorado Avalanche                               | 4                           |   |                   |                       |                       |                       |                    |                      |                     |                    |                    |  |  |                    |                    |                    |
|  | 7                           | Colorado Avalanche                               | 4                           |   |                   |                       |                       |                       | 6                  | Mighty Ducks Anaheim | 1                   |                    |                    |  |  |                    |                    |                    |
|  |                             |                                                  |                             |   |                   |                       |                       |                       | 6                  | Mighty Ducks Anaheim | 1                   |                    |                    |  |  |                    |                    |                    |
|  |                             | 8                                                | Edmonton Oilers             | 4 |                   |                       |                       |                       |                    |                      |                     |                    |                    |  |  |                    |                    |                    |
|  | 3                           | 8                                                | Edmonton Oilers             | 4 | Calgary Flames    | 3                     |                       |                       |                    |                      |                     |                    |                    |  |  |                    |                    |                    |
|  | 3                           |                                                  |                             |   | Calgary Flames    | 3                     |                       |                       |                    |                      |                     |                    |                    |  |  |                    |                    |                    |
|  | 6                           | Mighty Ducks Anaheim                             | 4                           |   |                   |                       |                       |                       |                    |                      | Western Conference  | Western Conference | Western Conference |  |  |                    |                    |                    |
|  | 6                           | Mighty Ducks Anaheim                             | 4                           |   |                   |                       |                       |                       |                    |                      | Western Conference  | Western Conference | Western Conference |  |  |                    |                    |                    |
|  |                             |                                                  |                             |   |                   |                       |                       |                       |                    |                      |                     |                    |                    |  |  |                    |                    |                    |
|  | 4                           | Nashville Predators                              | 1                           |   | 5                 | San Jose Sharks       | 2                     |                       |                    |                      |                     |                    |                    |  |  |                    |                    |                    |
|  | 4                           | Nashville Predators                              | 1                           |   | 5                 | San Jose Sharks       | 2                     |                       |                    |                      |                     |                    |                    |  |  |                    |                    |                    |
|  | 5                           | San Jose Sharks                                  | 4                           |   |                   | 8                     | Edmonton Oilers       | 4                     |                    |                      |                     |                    |                    |  |  |                    |                    |                    |

### Stanley Cup
La finale della Stanley Cup 2006 è stata una serie al meglio delle sette gare che ha determinato il campione della National Hockey League per la stagione 2005-06. Gli Anaheim Ducks hanno sconfitto gli Ottawa Senators in sette partite e si sono aggiudicati la Stanley Cup per la prima volta nella loro storia. Per Carolina si trattò della seconda apparizione alle finali, dopo la sconfitta subita nel 2002 da parte dei Detroit Red Wings. Per Edmonton questa fu la settima finale, la prima dopo il quinto titolo della Stanley Cup ottenuto nel 1990.

## Premi NHL

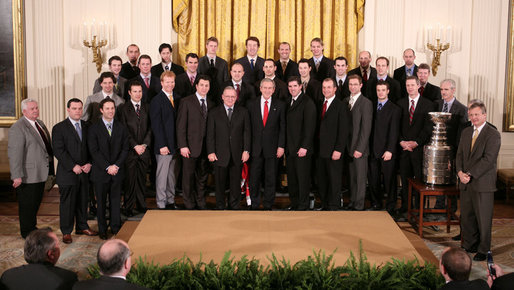
Foto di gruppo dei Carolina Hurricanes ricevuti presso la Casa Bianca.

### Riconoscimenti
- Stanley Cup: Carolina Hurricanes
- Presidents' Trophy: Detroit Red Wings
- Prince of Wales Trophy: Carolina Hurricanes
- Clarence S. Campbell Bowl: Edmonton Oilers
- Art Ross Trophy: Joe Thornton (Boston Bruins-San Jose Sharks)
- Bill Masterton Memorial Trophy: Teemu Selänne (Mighty Ducks of Anaheim)
- Calder Memorial Trophy: Aleksandr Ovečkin (Washington Capitals)
- Conn Smythe Trophy: Cam Ward (Carolina Hurricanes)
- Frank J. Selke Trophy: Rod Brind'Amour (Carolina Hurricanes)
- Hart Memorial Trophy: Joe Thornton (Boston Bruins-San Jose Sharks)
- Jack Adams Award: Lindy Ruff (Buffalo Sabres)
- James Norris Memorial Trophy: Nicklas Lidström (Detroit Red Wings)
- King Clancy Memorial Trophy: Olaf Kölzig (Washington Capitals)
- Lady Byng Memorial Trophy: Pavel Dacjuk (Detroit Red Wings)
- Lester B. Pearson Award: Jaromír Jágr (New York Rangers)
- Lester Patrick Trophy: Red Berenson, Marcel Dionne, Reed Larson, Glen Sonmor, Steve Yzerman
- Maurice Richard Trophy: Jonathan Cheechoo (San Jose Sharks)
- NHL Foundation Player Award: Marty Turco (Dallas Stars)
- NHL Plus/Minus Award: Wade Redden (Ottawa Senators), Michal Rozsíval (New York Rangers)
- Roger Crozier Saving Grace Award: Cristobal Huet (Montreal Canadiens)
- Vezina Trophy: Miikka Kiprusoff (Calgary Flames)
- William M. Jennings Trophy: Miikka Kiprusoff (Calgary Flames)

### NHL All-Star Team
First All-Star Team
- Attaccanti: Aleksandr Ovečkin • Joe Thornton • Jaromír Jágr
- Difensori: Nicklas Lidström • Scott Niedermayer
- Portiere: Miikka Kiprusoff

Second All-Star Team
- Attaccanti: Dany Heatley • Eric Staal • Daniel Alfredsson
- Difensori: Zdeno Chára • Sergej Zubov
- Portiere: Martin Brodeur

NHL All-Rookie Team
- Attaccanti: Aleksandr Ovečkin • Sidney Crosby • Brad Boyes
- Difensori: Andrej Meszároš • Dion Phaneuf
- Portiere: Henrik Lundqvist